# ایگور کاوالرا
ایگور کاوالرا (به انگلیسی: Igor Cavalera) (زادهٔ ۴ سپتامبر ۱۹۷۰) طراح مُد و درامر اهل برزیل است. ایگور برادر کوچک مکس کاوالرا است و بیشتر به‌عنوان درامر پیشین سپولترا شناخته شده‌است. او از سن ۱۴ سالگی در سپولترا عضویت داشته است.
ایگور در حال حاضر نوازندهٔ درامز گروه کاوالرا کانسپیریسی است.